# Régi zsidó temető (Kolín)

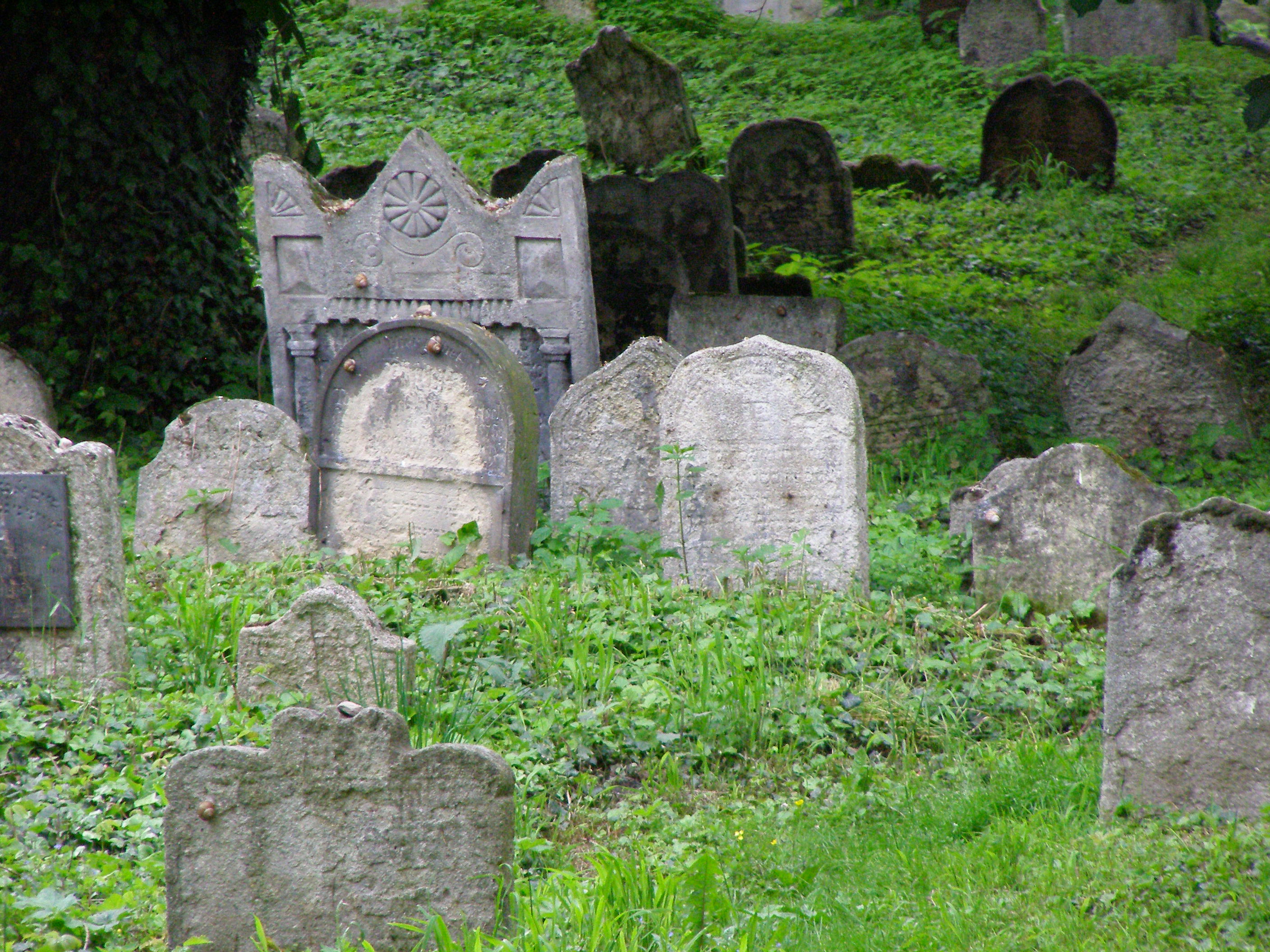
A Régi zsidó temető

A Régi zsidó temető (csehül: Starý židovský hřbitov) Kolínban, a Közép-csehországi kerületben létesült a 15. században és ezzel egyike Csehország legrégebbi zsidó temetőinek. A temető része a város régi zsidónegyedének.

## Története
A kolíni Régi zsidó temető a cseh zsidó közösségek egyik legfontosabb emléke. A kolíni zsidó közösség első említése 1376 körülre nyúlik vissza, míg az óváros nyugati szélén, az Elba bal partján található temető Richard Feder kolíni rabbi szerint 1418 óta, más tanulmányok (Miškovská/Petr) szerint pedig a 15. század vége óta létezik. Viszonylag nagy, 1128 hektár területű és 2693 síremlék található benne. A legtöbb a 16. és 19. század közötti időből származik, míg a legrégebbieken az 1492-es dátum olvasható. A kolíni zsidó közösség temetőinek területét többször bővítették, különösen a 17., 18. és 19. században.
Amint az a temető bejáratánál található emléktábláról kiderül, ezt az első temetkezési helyet 1887/1888-ig használták, majd ezután az Elba jobb partján található Új zsidó temetőben temetkeztek.

## Kiemelkedő síremlékek

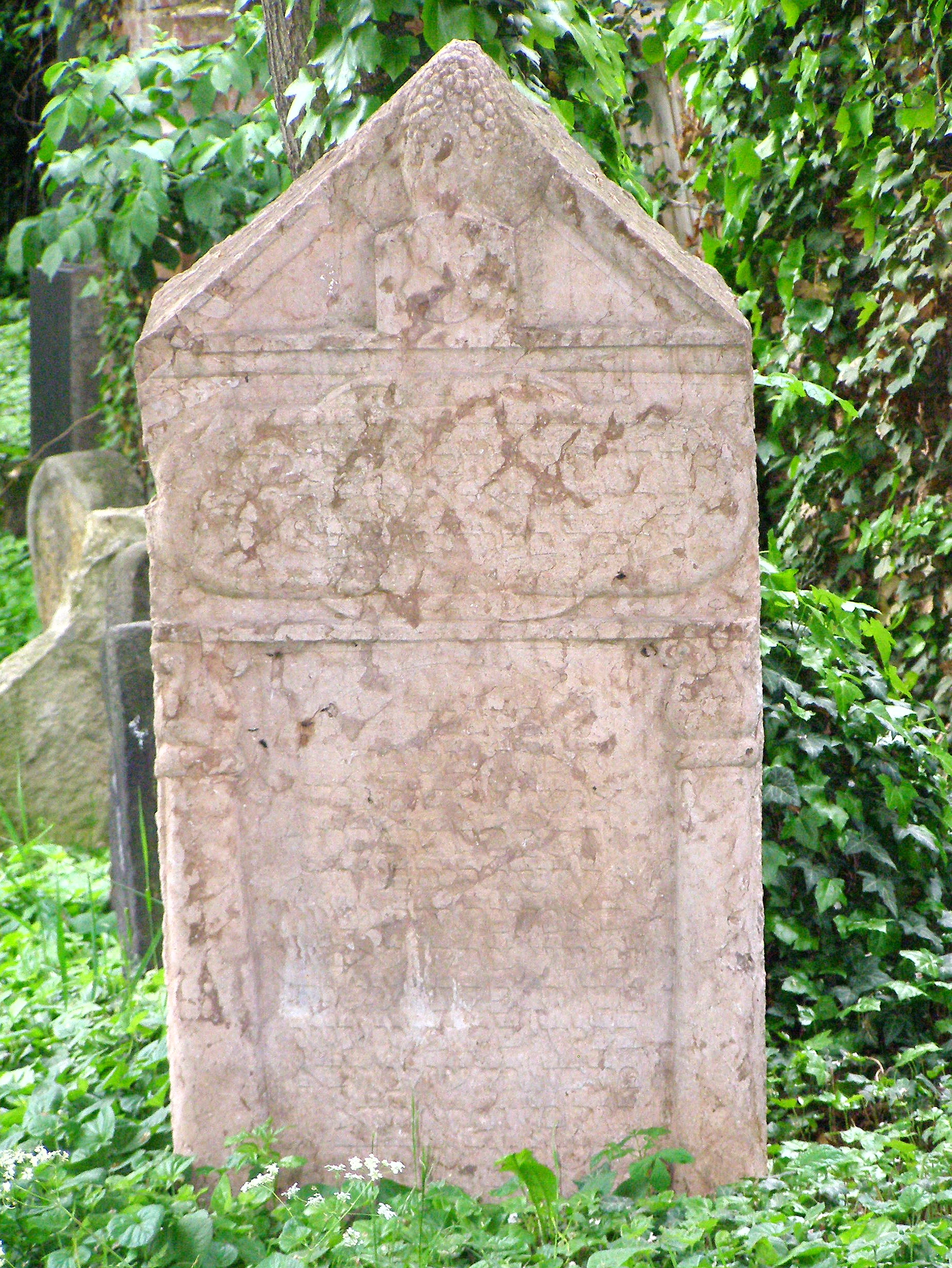
Elijah Meisel sírköve, 1621

A többnyire homokkőből, néhol vörös márványból készült síremlékek a prágai Régi zsidó temető sírköveire emlékeztetnek. Kolín több nevezetes rabbi tevékenységének is helyszíne volt, ezért az "Elba-parti Jeruzsálemnek" is nevezték. Közvetlenül a temető bejáratánál található Elijah ben Samuel Meisel 1621-ből származó márvány síremléke, aki Mordechai Meiselnek, a prágai zsidó közösség vezetőjének, finanszírozójának és mecénásának rokona volt. Chajim ben Sinaj rabbi 1624-ből származó sírköve hasonlóságokat mutat nagybátyja, Júda Löw (más néven "Löw rabbi") prágai sírjával.
A régi temető északi részén található Heinrich Teichner (elhunyt 1866-ban), az első jelentős cseh fotográfus sírja.
A prágai Régi zsidó temető után a kolíni zsidó közösség temetkezési helye a Cseh Köztársaság második legfontosabb ilyen jellegű kulturális műemléke, és a 20505/2–786 szám alatt szerepel a kulturális emlékek listáján.

## Fordítás
- Ez a szócikk részben vagy egészben  az   Alter Jüdischer Friedhof (Kolín) című német Wikipédia-szócikk ezen változatának fordításán alapul.  Az eredeti cikk szerkesztőit annak laptörténete sorolja fel. Ez a jelzés csupán a megfogalmazás eredetét és a szerzői jogokat jelzi, nem szolgál a cikkben szereplő információk forrásmegjelöléseként.